# Liste der Kulturdenkmäler in Orlenbach
In der Liste der Kulturdenkmäler in Orlenbach sind alle Kulturdenkmäler der rheinland-pfälzischen Ortsgemeinde Orlenbach einschließlich des Ortsteils Schloßheck aufgeführt. Grundlage ist die Denkmalliste des Landes Rheinland-Pfalz (Stand: 27. Juni 2022).

## Einzeldenkmäler
| Bezeichnung                           | Lage                                           | Baujahr                                | Beschreibung | Bild                           |
| ------------------------------------- | ---------------------------------------------- | -------------------------------------- | --- | ------------------------------ |
| Quereinhaus                           | Kauzenberg 7 Lage                              | erste Hälfte des 19. Jahrhunderts      | Quereinhaus, erste Hälfte des 19. Jahrhunderts (Wirtschaftstrakt reduziert)                                                                                        | BW                             |
| Wegekreuz                             | Ortsstraße Lage                                | spätes 17. oder frühes 18. Jahrhundert | Nischenkreuz, wohl aus dem späten 17. oder frühen 18. Jahrhundert                                                                                                  | Fotos hochladen                |
| Katholische Filialkirche St. Walburga | Ortsstraße 21 Lage                             | 1743                                   | West- und Längswände des nach Kriegsbeschädigung wiederaufgebauten Saalbaus, bezeichnet 1743; bauzeitlicher Altar; in der Kirchhofsmauer Balkenkreuz, wohl um 1760 | weitere Bilder Fotos hochladen |
| Quereinhaus                           | Pronsfelder Straße 1 Lage                      | 1778                                   | Wohnteil eines Quereinhauses, bezeichnet 1778 | Fotos hochladen                |
| Hofanlage                             | Schloßhecker Straße 3 Lage                     | 1891                                   | Streckhof, bezeichnet 1891 | BW                             |
| Wegekreuz                             | nordwestlich des Ortes an der K 120 Lage       | 1762                                   | kleines Balkenkreuz, bezeichnet 1762 | BW                             |
| Wegekreuz                             | Schloßheck, Schönecker Straße, bei Nr. 24 Lage | 1762                                   | kleines Balkenkreuz, bezeichnet 1762 | BW                             |